# John Jaques
 (mai 2022).
 (mai 2022).
Si vous disposez d'ouvrages ou d'articles de référence ou si vous connaissez des sites web de qualité traitant du thème abordé ici, merci de compléter l'article en donnant les références utiles à sa vérifiabilité et en les liant à la section « Notes et références ».
 (mai 2022).
La mise en forme du texte ne suit pas les recommandations de Wikipédia : il faut le « wikifier ».
Les points d'amélioration suivants sont les cas les plus fréquents. Le détail des points à revoir est peut-être précisé sur la page de discussion.
- Les titres sont pré-formatés par le logiciel. Ils ne sont ni en capitales, ni en gras.
- Le texte ne doit pas être écrit en capitales (les noms de famille non plus), ni en gras, ni en italique, ni en « petit »…
- Le gras n'est utilisé que pour surligner le titre de l'article dans l'introduction, une seule fois.
- L'italique est rarement utilisé : mots en langue étrangère, titres d'œuvres, noms de bateaux, etc.
- Les citations ne sont pas en italique mais en corps de texte normal. Elles sont entourées par des guillemets français : « et ».
- Les listes à puces sont à éviter, des paragraphes rédigés étant largement préférés. Les tableaux sont à réserver à la présentation de données structurées (résultats, etc.).
- Les appels de note de bas de page (petits chiffres en exposant, introduits par l'outil «  Source ») sont à placer entre la fin de phrase et le point final[comme ça].
- Les liens internes (vers d'autres articles de Wikipédia) sont à choisir avec parcimonie. Créez des liens vers des articles approfondissant le sujet. Les termes génériques sans rapport avec le sujet sont à éviter, ainsi que les répétitions de liens vers un même terme.
- Les liens externes sont à placer uniquement dans une section « Liens externes », à la fin de l'article. Ces liens sont à choisir avec parcimonie suivant les règles définies. Si un lien sert de source à l'article, son insertion dans le texte est à faire par les notes de bas de page.
- La présentation des références doit suivre les conventions bibliographiques. Il est recommandé d'utiliser les modèles {{Ouvrage}}, {{Chapitre}}, {{Article}}, {{Lien web}} et/ou {{Bibliographie}}. Le mode d'édition visuel peut mettre en forme automatiquement les références.
- Insérer une infobox (cadre d'informations à droite) n'est pas obligatoire pour parachever la mise en page.

Pour une aide détaillée, merci de consulter Aide:Wikification.
Si vous pensez que ces points ont été résolus, vous pouvez retirer ce bandeau et améliorer la mise en forme d'un autre article.
John Jaques (né le 15 décembre 1853 à Sainte-Croix, dans le canton de Vaud, et décédé le 17 juin 1951) est un travailleur social suisse. Il a joué un rôle majeur dans le développement de l'action sociale à Genève, notamment à travers la création et la direction de plusieurs institutions d'aide sociale.

## Biographie
John Jaques est issu d'une famille nombreuse originaire de Sainte-Croix. Il apprend le métier de piqueur pour boîtes à musique avant de devenir précepteur et professeur de français dans un internat bernois en 1881.
Parallèlement, il travaille comme correspondant des Chambres fédérales pour plusieurs journaux suisses, dont le Nouvelliste vaudois et le Journal de Genève. Il occupe également des postes de rédacteur et de correcteur dans différents périodiques.
En 1887, après son mariage avec Alice Rosalie Bichet, il s'installe en Argentine pour diriger une colonie suisse, projet qui n'aboutit pas en raison d'une révolution dans le pays.
De retour en Suisse, il s'engage dans le domaine social en devenant secrétaire général de l'Union Chrétienne de Jeunes Gens de Genève (UCJG) de 1888 à 1895, avant de partir à Paris pour travailler avec la Mission populaire évangélique (Mission Mac All).
Au cours de son existence, il se mariera en tout trois fois. Après Alice Rosalie Bichet, il épousera Mélanie Augusta Nill et il finira sa vie avec Gertrude Hélène Emilie Wagner.
En 1898, il revient à Genève et reprend son poste à l'UCJG jusqu'en 1908, avant de rejoindre le Bureau central de bienfaisance (aujourd'hui Bureau Central de l'Action Sociale - BCAS). Il y travaille à l'aide aux personnes en difficulté, en particulier les sans-abris et les réfugiés de la Première Guerre mondiale.

## Engagements sociaux
De 1888 à 1895, il devient secrétaire général de L’Union chrétienne de jeunes gens de Genève.
En 1917, il devient directeur du Bureau central de bienfaisance, où il participe à l'organisation et à la coordination de l'aide sociale à Genève. Il initie également la création des Groupements genevois et romands des institutions d'assistance publique et privée.
John Jaques joue un rôle clé dans la fondation de Pro Senectute Genève en 1919, en réponse à un appel de la Société suisse d'utilité publique. Il organise des collectes de fonds et met en place des activités sociales pour les personnes âgées.
En 1924, il défend l'idée d'une aide fédérale à la vieillesse indigente, qui servira de base à la future assurance vieillesse en Suisse.
En 1930, il participe à la création de la Fondation des Logements pour Personnes Âgées et Isolées (FLPAI), qui vise à offrir des logements à loyers modérés pour les personnes âgées, évitant ainsi des hospitalisations inutiles.

## Création de Pro Senectute Genève
John Jaques joue participe à la fondation du Comité genevois de la Fondation pour la vieillesse, devenue plus tard Pro Senectute Genève. Cette initiative s'inscrit dans un mouvement national lancé en 1917 par un groupe de dix hommes issus de la bourgeoisie protestante du canton de Zurich, en collaboration avec la Société Suisse d’Utilité Publique (SSUP). Ensemble, ils établissent à Winterthur la Fondation pour la vieillesse, connue aujourd’hui sous le nom de Pro Senectute Suisse. Dès sa création, cette institution adopte une structure fédérale et encourage la mise en place de comités cantonaux pour promouvoir la création d’une assurance vieillesse publique en Suisse.
En 1919, en réponse à un appel de la Société genevoise d’utilité publique, John Jaques accepte la mission de constituer et présider le Comité genevois de la Fondation pour la vieillesse. Sous sa direction, le comité ne se limite pas à des collectes de fonds, mais développe un vaste programme d’actions, incluant des conférences à travers les communes genevoises. Il met également en place un réseau de correspondants en milieu rural et inaugure les "Matinées", des rencontres visant à offrir aux personnes âgées indépendantes des espaces de loisirs et de sociabilité.
En 1924, John Jaques reprend et adapte l’idée centrale de Pro Senectute Suisse en proposant une mesure transitoire : l’aide fédérale à la vieillesse indigente. Cette initiative constitue l’une des bases de réflexion qui mèneront, ultérieurement, à la création de l’AVS en Suisse.

## Création de la Fondation des Logements pour Personnes Âgées et Isolées (FLPAI)
En 1929, le Comité genevois de la Fondation pour la vieillesse, en collaboration avec la Société Coopérative d’Habitation Genève, sollicite l’architecte Frédéric Mezger pour développer un projet de 410 logements sociaux à bas coût. Ce programme prévoit 244 logements destinés aux familles et 166 logements réservés aux personnes âgées et isolées. Afin d’assurer la bonne coordination du projet, John Jaques met en place une commission dédiée chargée d’en superviser les différentes étapes.
Toutefois, le projet rencontre plusieurs obstacles, notamment dans l’obtention de subventions et la recherche d’un terrain adéquat. Les négociations avec les autorités locales sont longues et complexes, et les discussions avec les banques genevoises pour l’octroi d’un prêt hypothécaire s’avèrent difficiles. Face à ces défis, John Jaques propose de créer un organisme indépendant pour faciliter les démarches administratives et financières. C’est ainsi que, le 22 mai 1930, il initie la Fondation des Logements pour Personnes Âgées ou Isolées, officiellement constituée le 24 juin 1930.
L’objectif principal de la fondation est la construction de la Cité Vieillesse, un ensemble résidentiel situé au-dessus de la rue de Lyon, dans le quartier des Franchises. Ce projet introduit en Suisse une nouvelle approche du logement pour les personnes âgées à revenu modeste. Conçus pour favoriser leur autonomie, ces appartements sont proposés à des loyers inférieurs au coût normal de construction, offrant ainsi une alternative aux placements institutionnels souvent perçus comme contraignants.
Les premiers logements sont mis à disposition dès 1931. La même année, John Jaques quitte son poste de président du Comité genevois de la Fondation pour la vieillesse, tout en poursuivant son engagement au sein de la Fondation des Logements pour Personnes Âgées ou Isolées, qu’il présidera jusqu’en 1946.
En 1932, la Cité Vieillesse est inaugurée dans le quartier de Vieusseux, proposant 180 logements à loyer modéré spécialement conçus pour les personnes âgées.

## Fin de vie et héritage
En 1947, la Suisse adopte la Loi fédérale sur l'AVS, concrétisant plusieurs idées défendues par Pro Senectute et John Jaques. Il se retire alors de ses activités sociales et décède en 1951 à l'âge de 98 ans. 